# Gun Glory
Gun Glory (br. e pt.: A arma de um bravo) é um filme de faroeste estadunidense de 1957, dirigido por  Roy Rowland para a Metro-Goldwyn-Mayer (MGM). O filme marcou o encerramento do contrato de sete anos do protagonista Stewart Granger com a MGM, que o teria forçado a filmar uma produção de baixo orçamento como punição por não ter renovado. O roteiro é de William Ludwig baseado em "Man of the West" de Philip Yordan. Mas Yordan emprestara seu nome ao autor original, Ben Maddow, que não é citado por estar na Lista negra de Holywood. O filho do diretor,Steve Rowland, aparece em um dos papéis principais.

## Elenco
- Stewart Granger...Tom Early
- Rhonda Fleming...Jo
- Chill Wills...Reverendo
- Steve Rowland...Tom Early, Jr.
- James Gregory...Grimsell
- Jacques Aubuchon...Sam Wainscott
- Arch Johnson...Gunn
- William Fawcett...Martin
- Carl Pitti...Joel
- Lane Bradford...Ugly
- Rayford Barnes...Blondie
- Ed Mundy...ancião
- May McAvoy (não creditada)

## Sinopse
Por volta de 1890, Tom Early volta ao seu rancho no Wyoming, depois de tê-lo abandonado três anos antes com a esposa e filho para se aventurar pelo mundo. A esposa está falecida e seu filho de 17 anos se ressente por isso e o destrata. Também é mal recebido pela maior parte dos moradores próximos por, além de abandonar a família, ter angariando fama de jogador e pistoleiro. Apenas o reverendo e a viúva Jo simpatizam com ele e a mulher aceita trabalhar no rancho de Tom como empregada doméstica. Mas quando o cruel criador de gado Grimsell avisa que vai passar com sua boiada de 20 mil cabeças arrasando as construções e terras de todos, inclusive o rancho de Tom, apenas ele se mostra capaz de enfrentar o vilão e deter a iminente catástrofe.